# Megsemmisült magyar anyakönyvek listája
Az alábbi lista dokumentálni hivatott a történelmi, illetve a jelenkori Magyarországon egykor keletkezett, de mára részlegesen vagy teljes egészében elpusztult, elveszett, vagy súlyosan rongálódott és ebből kifolyólag hiányos magyar egyházi, illetve állami (polgári) anyakönyveit, a teljesség igénye nélkül.
A hiányzó időszakok adatai csak a károsodás vagy megsemmisülés ideje előttről származó, sok esetben lappangó kivonatok vagy feljegyzések alapján rekonstruálhatóak.

## A lista
| Település, kerület, plébánia                                    | Felekezet                                          | Érintett időszak és esemény | A pusztulás oka | Az adatvesztés jellege                  | Készült-e másodpéldány az érintett időszakról? Ha igen, annak fellelhetősége |
| --------------------------------------------------------------- | -------------------------------------------------- | --- | --- | --------------------------------------- | --- |
| Adony                                                           | római katolikus                                    | 1766–1776 (keresztelési), 1758–1776 (házassági) | Ismeretlen személy a lapokat kitépte. Erre a kötet elején álló 1827-es keltezésű bejegyzés is felhívja a figyelmet, melynek tanúsága szerint a hiányt a tíz évvel korábbi egyház-látogatási jegyzőkönyv is említi. | Részleges                               | Nincs. |
| Apagy                                                           | református                                         | 1764–1779 (keresztelési) | A lapok alsó fele le van tépve. | Részleges                               | Nincs. |
| Ásványráró                                                      | római katolikus                                    | 1703-1718 és 1737-1738 (keresztelési) | Háborús események vagy egyéb okok következtében elpusztultak mind az első, mind a másodpéldányok | Teljes                                  | Nincs |
| Aszaló                                                          | református                                         | 1793–1804 (keresztelési) | Sérült | Részleges                               | |
| Aszófő                                                          | római katolikus                                    | 1778-1853 (házassági) 1778-1853 (halotti) | Valószínűleg megsemmisült | teljes                                  | A Kálniczki féle segédletben az 1778-1853 közötti halotti helytelenül szerepel |
| Balinka                                                         | római katolikus                                    | 1807–1815 (mind), 1823–1825 (mind) | Mandl Sándorné: A székesfehérvári római katolikus egyházmegye anyakönyveinek mikrofilmjei az Országos Levéltár Filmtárában (Levéltári Szemle 13., 1963) 45. oldal. | Teljes                                  | Nincs. |
| Balmazújváros                                                   | református                                         | 1808–1852 (keresztelési), 1832–1852 (házassági, halotti) | Háborús események miatt elvesztek. | Teljes                                  | A megkerült kötetek is sérültek: a házassági anyakönyvek 1869-1879, a keresztelési és a halotti anyakönyvek 1869-1882 közötti évekből elvesztek. |
| Balsa (Magyarország)                                            | görögkatolikus                                     | 1892–1895 (házassági) | A háborúban elvesztek. | Teljes                                  | |
| Bánokszentgyörgy                                                | római katolikus                                    | 1758 (keresztelési), 1748–1749 (házassági), 1772–1780 (halotti) | Judák Margit: A szombathelyi római katolikus egyházmegye anyakönyveinek mikrofilmjei az Országos Levéltár Filmtárában : Tematikai konspektus. Budapest, 1973. 8. oldal |                                         | Nincs. |
| Barabás                                                         | állami                                             | 1895–1918 (mind) | |                                         | A másolatok Ungvárra kerültek. |
| Baracska                                                        | állami                                             | 1944 (halotti) | Az első példány megsemmisült. |                                         | A másodpéldányt utólag állították össze. |
| Barcs                                                           | római katolikus                                    | 1843–1851 (keresztelési) | A kötet jobb alsó sarka nedvességet kapott és hiányos, a lapok alsó részén emiatt több helyütt hiányzik (vagy ritkább esetben olvashatatlan) a keresztelési dátum, a keresztelt neve, ill. a keresztelő lelkész neve. | Részleges                               | |
| Bedő                                                            | görögkatolikus                                     | 1819 előtt (mind) | A második világháború során elpusztult. | Teljes                                  | |
| Beregsurány                                                     | állami                                             | 1895–1918 (mind) | |                                         | A másolatok Ungvárra kerültek. |
| Berkesz                                                         | református                                         | 1801. május – 1802. november (keresztelési) | Egy lap hiányzik. | Részleges                               | |
| Bia                                                             | református                                         | 1811 előtt (mind) | 1811. szeptember 16-án a falut osztrák dragonyosok felgyújtották, a református parókia leégett. | Teljes                                  | Nincs. |
| Bicske                                                          | római katolikus                                    | 1735–1746 (halotti), 1795–1796 (házassági, halotti) | Mandl Sándorné: A székesfehérvári római katolikus egyházmegye anyakönyveinek mikrofilmjei az Országos Levéltár Filmtárában (Levéltári Szemle 13., 1963) 46. oldal. | Teljes                                  | Nincs. |
| Bodrogolaszi                                                    | református                                         | 1862 előtt (mind) | 1862. május 5. napján a Bodrogolaszi (Zemplén megye Nyírséghez közeli része) református anyakönyvei égtek porrá, tűzvész következtében. Ha maradt anyakönyvtöredék, az Sárospatakon talán megvan. | Teljes                                  | |
| Bodrogolaszi                                                    | görögkatolikus                                     | 1855–1862 (mind) | 1862. május 5-iki tűzben elégtek. | Teljes                                  | |
| Bokajalfalu                                                     | református                                         | 1849 előtt (mind) | 1848. nov. 20-21-én "az algyógyi egyházközség a fellázított többségiek által feldúlatott" (részlet egy 1939-es lelkészi levélből). Egyéb info lásd | Teljes                                  | Nincs. |
| Borsosberény                                                    | római katolikus                                    | 1760 előtt (házassági) 1727-1849 (keresztelési) ?-? (halotti) | A 2. Vh.-ban háborúban elpusztultak | Teljes                                  | n.a. |
| Buda, Felsővíziváros                                            | római katolikus                                    | 19. század eleje és közepe (keresztelési, házassági, halotti) | Legalább 6 kötet elázott a 19. században, ezek súlyosan rongálódtak. | Részleges1854                           | |
| Budapest - Budavár Nagyboldogasszony plébánia                   | római katolikus                                    | 1688-1699 (keresztelési) 1806-1822 (házassági) 1800-1805 és 1880-1894 (halotti)                                                                                              | Háborús események vagy egyéb okok következtében elpusztultak mind az első, mind a másodpéldányok | Teljes                                  | Nincs |
| Budapest - Vár Dicsőséges Szent Jobb plébánia                   | római katolikus                                    | 1883-1894 (keresztelési) 1776-1785 és 1883-1895 (házassági) 1775-1785 (halotti)                                                                                              | Háborús események vagy egyéb okok következtében elpusztultak mind az első, mind a másodpéldányok | Teljes                                  | Nincs |
| Budapest, IX. kerület (Ferencváros)                             | állami                                             | 1897. jún. 10. – szept. 1. (halotti) | 1201-től 1800 folyószámig a halotti anyakönyv az 1944-45-ös háborús események során megsemmisült, ezt az 1897-es másodpéldányban a maradt részek közötti lapon jelzik. | Teljes                                  | Nincs. |
| Budapest, IX. kerület (Ferencváros)                             | állami                                             | 1913. aug. 14. – 1913. dec. 31. (2689-es folyószámtól) (halotti) | Sem másodpéldány, sem az eredeti nem található. | Teljes                                  | Nincs. |
| Budapest, XXI. kerület (Csepel)                                 | római katolikus                                    | 1813–1816 (halotti), 1825–1827 (házassági) | Mandl Sándorné: A székesfehérvári római katolikus egyházmegye anyakönyveinek mikrofilmjei az Országos Levéltár Filmtárában (Levéltári Szemle 13., 1963) 49. oldal. | Teljes                                  | Nincs. |
| Budapest, XXII. kerület (Budafok) (korábban: Budafok-Promontor) | római katolikus                                    | 1741–1745 (keresztelési, házassági), 1760–1761 (halotti), 1761 (keresztelési), 1784 (halotti)                                                                                | Mandl Sándorné: A székesfehérvári római katolikus egyházmegye anyakönyveinek mikrofilmjei az Országos Levéltár Filmtárában (Levéltári Szemle 13., 1963) 48. oldal. | Teljes                                  | Nincs. |
| Budajenő                                                        | római katolikus                                    | 1779-1828 (házassági) 1779-1828 (halotti) | háborús események vagy egyéb okok következtében elpusztultak mind az első, mind a másodpéldányok | Teljes                                  | Nincs |
| Búrszentmiklós (Pozsony vármegye)                               | római katolikus (keresztelési, házassági, halotti) | 1669–1682 | Valószínűleg megsemmisült. | Teljes                                  | |
| Bükkszentkereszt (Újhuta)                                       | római katolikus                                    | 1788–1865 (halotti) | A kötet alul penészedett, sarkánál a lapok szétmállottak. | Részleges                               | A másodpéldányok megtalálhatók itt: |
| Cegléd                                                          | evangélikus                                        | 1849–1884 (mind) | Háborús események következtében elvesztek. | Teljes                                  | |
| Cibakháza                                                       | római katolikus                                    | 1723–1744 (keresztelési, házassági, halotti) | Orosz katonák eltüntették. | Teljes                                  | Nincs. |
| Csajág                                                          | református                                         | 1808–1820 (keresztelési) | A lapok hiányoznak, de 1820-tól kezdődően is sérült a kötet. | Teljes                                  | |
| Csákberény                                                      | római katolikus                                    | ?–1914 (keresztelési), ?–1945 (házassági, halotti) | |                                         | |
| Csákvár                                                         | római katolikus                                    | 1848–1852 (házassági), 1847–1851 (halotti) | Mandl Sándorné: A székesfehérvári római katolikus egyházmegye anyakönyveinek mikrofilmjei az Országos Levéltár Filmtárában (Levéltári Szemle 13., 1963) 50. oldal. |                                         | Nincs. |
| Csenger                                                         | református                                         | 1810–1814 (halotti) | 3 lap hiányzik | Részleges                               | |
| Csolnok                                                         | római katolikus                                    | 1766 (halotti) | Háborús események vagy egyéb okok következtében elpusztultak mind az első, mind a másodpéldányok | Teljes                                  | Nincs |
| Csorna                                                          | római katolikus                                    | 1790. június 25-e előtt (mind) | Gyújtogatás következtében keletkezett tűzvész. | Teljes                                  | |
| Csór                                                            | római katolikus                                    | 1819–1827 (mind), 1849–1852 (mind) | Mandl Sándorné: A székesfehérvári római katolikus egyházmegye anyakönyveinek mikrofilmjei az Országos Levéltár Filmtárában (Levéltári Szemle 13., 1963) 52. oldal. |                                         | Nincs. |
| Dág                                                             | római katolikus                                    | 1853-1859, 1887-1888 és 1891 (keresztelési) 1853-1859, 1887-1888 és 1891 házassági) 1852-1859, 1887-1888 és 1891 (halotti)                                                   | Háborús események vagy egyéb okok következtében elpusztultak mind az első, mind a másodpéldányok | Teljes                                  | Nincs |
| Derecske                                                        | református                                         | 1818. augusztus 1. előtt (keresztelési) 1775. február 22 - 1817. december 15. között (házassági)                                                                             | Tűzvészben megsemmisült.. Familysearch 4707153-as sz. film, http://derefem.hu/derecskei-reformatus-egyhazkozseg/, illetve a helyi református lelkész tájékoztatása | A jelzett időszak alatt teljes          | Nincs |
| Déva                                                            | református                                         | ?–1738 (mind) | Elégették a pestisjárvány idején | Teljes                                  | Nincs. |
| Dombegyház                                                      | római katolikus                                    | Halálozás: 1895 előtt minden, Esketés: 1895 előtt minden, Keresztelés: 1895 előtt minden                                                                                     | „A faluba bevonult szovjet hadsereg, majd nyomukban a falu lakosságának periférikus alakjai nagy rombolást vittek végbe a plébánián és a templomban: széthordták a textíliákat, bútorokat, megsemmisült a könyvtári anyag és az anyakönyvek nagy része. (Ezek egy részét máig sem sikerült pótolni!)” Ábel András osztotta meg                                 | Teljes                                  | n.a. |
| Dombrád                                                         | református                                         | 1773–1787, 1807–1814, 1824–182x (keresztelési), 1773–1788 (halotti) | A lapok teljes egészében hiányzanak, ill. egy részük le van tépve. | Teljes ill. 1807-től 1814-ig részleges. | Nincs. |
| Dozmat                                                          | római katolikus                                    | 1703–1709 (házassági) | Judák Margit: A szombathelyi római katolikus egyházmegye anyakönyveinek mikrofilmjei az Országos Levéltár Filmtárában : Tematikai konspektus. Budapest, 1973. 13. oldal |                                         | Nincs. |
| Enying                                                          | református                                         | 1818-ig (mind) | "...az enyingi ref. egyház anyakönyvei közül is éppen a régebbiek vesztek el." 226. old. | Teljes                                  | Nincs. |
| Ercsi                                                           | római katolikus                                    | 1810–1814 (házassági) | Mandl Sándorné: A székesfehérvári római katolikus egyházmegye anyakönyveinek mikrofilmjei az Országos Levéltár Filmtárában (Levéltári Szemle 13., 1963) 54. oldal. |                                         | Nincs. |
| Értény                                                          | római katolikus                                    | 1782-1797 (házassági) | valószínűleg megsemmisült | Teljes                                  | Nincs |
| Erzsébet (település)                                            | római katolikus                                    | 1835-ig (mind) | | Teljes                                  | |
| Esztergom - Viziváros                                           | római katolikus                                    | 1716 és 1723 (keresztelési) 1716 (házassági) | Háborús események vagy egyéb okok következtében elpusztultak mind az első, mind a másodpéldányok | Teljes                                  | Nincs |
| Fábiánháza                                                      | református                                         | 1840 előtt (mind) | 1862. május 6-án tűzvész pusztított. 45 ház, közte a lelkészlak, benne a lelkész minden ingósága, és az anyakönyvek is megsemmisültek. Ezért csak 1840-től vannak anyakönyvek, pedig volt az 1700-as évekről is. A lelkészek nevét 1686-tól lehet tudni, tehát akár az anyakönyvek kezdődhettek onnan is. Nyírcsaholy is hozzá tartozott, így az is elveszett. | Teljes.                                 | |
| Felcsút                                                         | római katolikus                                    | 1848–1849 (keresztelési), 1852 (keresztelési) | Mandl Sándorné: A székesfehérvári római katolikus egyházmegye anyakönyveinek mikrofilmjei az Országos Levéltár Filmtárában (Levéltári Szemle 13., 1963) 55. oldal. |                                         | Nincs. |
| Felsőbánya                                                      | református                                         | 1702 előtt (mind) | Elvesztek. | Teljes                                  | Nincs. |
| Felsőpaty                                                       | római katolikus                                    | 1765–1769 (házassági) | Judák Margit: A szombathelyi római katolikus egyházmegye anyakönyveinek mikrofilmjei az Országos Levéltár Filmtárában : Tematikai konspektus. Budapest, 1973. 17. oldal |                                         | Nincs. |
| Füle                                                            | római katolikus                                    | 1757–1815 (halotti), 1823 (halotti) | Mandl Sándorné: A székesfehérvári római katolikus egyházmegye anyakönyveinek mikrofilmjei az Országos Levéltár Filmtárában (Levéltári Szemle 13., 1963) 56. oldal. |                                         | Nincs. |
| Galgahévíz                                                      | római katolikus                                    | 1850–1864 (születési) | Galgahévíz III. kötet: hiányzik p. 79-82, 115-116, 125-126 / 1850-1864 évek bejegyzései háború alatt kiszakítva eltűntek | Részleges                               | |
| Gánt                                                            | római katolikus                                    | 1825–1826 (keresztelési, halotti), 1849–1851 (mind) | Mandl Sándorné: A székesfehérvári római katolikus egyházmegye anyakönyveinek mikrofilmjei az Országos Levéltár Filmtárában (Levéltári Szemle 13., 1963) 56. oldal. |                                         | Nincs. |
| Gulács                                                          | állami                                             | 1895–1917 (mind) | |                                         | A másolatok Ungvárra kerültek. |
| Gyarmat                                                         | római katolikus                                    | 1863 előtt (mind) | 1863. szeptember 21-én leégett a plébánia. Az itt anyakönyvezett gyarmati és csikvándi anyag megsemmisült. | Teljes                                  | A Győr-Moson-Sopron megyei levéltárban a másodpéldányok hiányosan megvannak. |
| Gyula                                                           | református                                         | 1801 előtt (mind) | "...a református felekezet keresztelési- házassági- halotti anyakönyvei 1801-től kutathatók. A korábbiak 1801-ben tűz martalékává váltak." | Teljes                                  | |
| Gyula (Magyar-Gyula) (Miklósváros                               | ortodox                                            | keresztelési: 1779 1-12 bejegyzés, keresztelési: 1786.02.14-1802.06.12-ig hiányzik, esketési: ?-1802.11.09-ig hiányzik, halotti: ?-1802.06.05-ig hiányzik.                   | elégtek? (A gyulai nagy tűzvész 1801.07.09-én volt. http://www.gyulaihirlap.hu/6434-a-tuz-elleni-kuzdelem-a-18-szazadban | Teljes                                  | Lehet, hogy volt 1779 előtti is. Battonyán 1775-ös a legkorábbi. |
| Hagymáslápos                                                    | református                                         | 1870 előtt (mind) | |                                         | A lelkészi hivatalban található egy ún. "Családi Könyv", amelyet már 1830 óta vezetnek |
| Hajdúbagos                                                      | református                                         | 1871-1889 (mind) | Elvesztek | Teljes                                  | |
| Hermánszeg                                                      | református                                         | 1836 előtt (mind) | Elégtek. | Teljes                                  | Nincs. |
| Heves                                                           | római katolikus                                    | kb. 1765 – kb. 1820 (mind) | Elégtek, néhány lapszél azért olvasható maradt. | Teljes                                  | |
| Hosszúpereszteg                                                 | római katolikus                                    | 1731–1758 (keresztelési), 1722–1758 (házassági), 1724–1770 (halotti), 1800 (keresztelési), 1804–1821 (halotti)                                                               | Judák Margit: A szombathelyi római katolikus egyházmegye anyakönyveinek mikrofilmjei az Országos Levéltár Filmtárában : Tematikai konspektus. Budapest, 1973. 21. oldal |                                         | Nincs. |
| Ikervár                                                         | római katolikus                                    | 1743–1754 (keresztelési) | Judák Margit: A szombathelyi római katolikus egyházmegye anyakönyveinek mikrofilmjei az Országos Levéltár Filmtárában : Tematikai konspektus. Budapest, 1973. 21. oldal |                                         | Nincs. |
| Iszkaszentgyörgy                                                | református                                         | 1725–1945 (mind) | A második világháborúban az oroszok felgyújtották a református parókiát, az anyakönyvek, melyek Mándi Márton István filozófus és nyelvész keresztelési bejegyzését is tartalmazták, a lángok martalékává lettek. | Teljes                                  | |
| Iszkaszentgyörgy                                                | római katolikus                                    | 1819–1827 (keresztelési), 1849–1852 (mind) | Mandl Sándorné: A székesfehérvári római katolikus egyházmegye anyakönyveinek mikrofilmjei az Országos Levéltár Filmtárában (Levéltári Szemle 13., 1963) 58. oldal. |                                         | Nincs. |
| Isztimér                                                        | római katolikus                                    | 1849–1852 (halotti) | Mandl Sándorné: A székesfehérvári római katolikus egyházmegye anyakönyveinek mikrofilmjei az Országos Levéltár Filmtárában (Levéltári Szemle 13., 1963) 58. oldal. |                                         | Nincs. |
| Jánoshida                                                       | római katolikus                                    | 1711-1789 (házassági, halotti és az eredeti keresztelési) | Elvesztek. |                                         | A keresztelési anyakönyv másolata 1711-1789-ig megvan. |
| Jásd                                                            | római katolikus                                    | 1828 előtt (mind) | 1862. július 31-én leégett a falu és a plébánia. | Részleges                               | Jásd 1758-tól az 1780-as évek közepéig Súr község filiája volt. A súri anyakönyvben hiánytalanul megvannak Jásd keresztelései, házasságai, halottai ezen időszakból. A jásdi plébániát 1788-ban alapították, tehát "csak" az 1788-1828 közötti anyakönyvek vesztek el. |
| Káloz                                                           | római katolikus                                    | 1787–1788 (házassági) 1788 (halotti) | Mandl Sándorné: A székesfehérvári római katolikus egyházmegye anyakönyveinek mikrofilmjei az Országos Levéltár Filmtárában (Levéltári Szemle 13., 1963) 59. oldal. |                                         | Nincs. |
| Kátoly                                                          | római katolikus                                    | 1746 előtt (mind) | | Teljes                                  | |
| Kemeneshőgyész                                                  | római katolikus                                    | 1788–1792 (halotti) | Judák Margit: A szombathelyi római katolikus egyházmegye anyakönyveinek mikrofilmjei az Országos Levéltár Filmtárában : Tematikai konspektus. Budapest, 1973. 25. oldal |                                         | Nincs. |
| Kemenesszentmárton                                              | római katolikus                                    | 1760–1775 (keresztelési, házassági), 1815–1827 (halotti) | Judák Margit: A szombathelyi római katolikus egyházmegye anyakönyveinek mikrofilmjei az Országos Levéltár Filmtárában : Tematikai konspektus. Budapest, 1973. 27. oldal |                                         | Nincs. |
| Kisunyom                                                        | római katolikus                                    | 1795 (halotti) | Judák Margit: A szombathelyi római katolikus egyházmegye anyakönyveinek mikrofilmjei az Országos Levéltár Filmtárában : Tematikai konspektus. Budapest, 1973. 29. oldal |                                         | Nincs. |
| Komlódtótfalu                                                   | református                                         | 1783–1791 (keresztelési) | Laphiány és egyre csökkenő égésnyom. | Részleges                               | |
| Kórógy                                                          | református                                         | 176x–? (mind) | Elégették. | Teljes                                  | 1797-től mikrofilmen |
| Kölked                                                          | református                                         | 1674–1811 (mind) | Megsemmisült, mert 1812-ben villámütés következtében leégett a templom és a parochia | Teljes                                  | |
| Körmend                                                         | római katolikus                                    | 1740–1753 (házassági) | Judák Margit: A szombathelyi római katolikus egyházmegye anyakönyveinek mikrofilmjei az Országos Levéltár Filmtárában : Tematikai konspektus. Budapest, 1973. 29. oldal |                                         | Nincs. |
| Kőszeg                                                          | római katolikus                                    | 1655–1657 (keresztelési), 1655–1658 (házassági, halotti), 1694–1739 (halotti)                                                                                                | Judák Margit: A szombathelyi római katolikus egyházmegye anyakönyveinek mikrofilmjei az Országos Levéltár Filmtárában : Tematikai konspektus. Budapest, 1973. 30. oldal |                                         | Nincs. |
| Kőszegszerdahely                                                | római katolikus                                    | 1729–1752 (keresztelési) | Judák Margit: A szombathelyi római katolikus egyházmegye anyakönyveinek mikrofilmjei az Országos Levéltár Filmtárában : Tematikai konspektus. Budapest, 1973. 30. oldal |                                         | Nincs. |
| Letenye                                                         | római katolikus                                    | 1772–1774 (halotti) | Judák Margit: A szombathelyi római katolikus egyházmegye anyakönyveinek mikrofilmjei az Országos Levéltár Filmtárában : Tematikai konspektus. Budapest, 1973. 31. oldal |                                         | Nincs. |
| Lónya                                                           | állami                                             | 1895–1943 (mind) | |                                         | A másolatok Ungvárra kerültek. |
| Magyaralmás                                                     | római katolikus                                    | 1850–1852 (mind) | Mandl Sándorné: A székesfehérvári római katolikus egyházmegye anyakönyveinek mikrofilmjei az Országos Levéltár Filmtárában (Levéltári Szemle 13., 1963) 60. oldal. |                                         | Nincs. |
| Mány                                                            | római katolikus                                    | 1848 (házassági, halotti), 1852 (házassági, halotti) | Mandl Sándorné: A székesfehérvári római katolikus egyházmegye anyakönyveinek mikrofilmjei az Országos Levéltár Filmtárában (Levéltári Szemle 13., 1963) 60. oldal. |                                         | Nincs. |
| Máréfalva                                                       | római Katolikus                                    | 1794 okt. 14.- 1803 jan. 6.(házassági) | az anyakönyvből lapok hiányoznak |                                         | nincs |
| Méra (Magyarország)                                             | református                                         | 1794 előtt (keresztelési, halotti, házassági) | Tűzben megsemmisült | Teljes                                  | |
| Meszlen                                                         | római katolikus                                    | 1786–1806 (házassági), 1809–1812 (házassági) | Judák Margit: A szombathelyi római katolikus egyházmegye anyakönyveinek mikrofilmjei az Országos Levéltár Filmtárában : Tematikai konspektus. Budapest, 1973. 32. oldal |                                         | Nincs. |
| Mesztegnyő                                                      | római katolikus                                    | 1870–1872 (keresztelési) | Sérült | Részleges                               | Másodpéldány a Somogy Megyei Levéltárban: 1828, 1832-1843, 1846-7, 1850-2, 1854-7, 1860-71, 1874, 1877-1895: (mind), 1872-3, 1875-6: (keresztelések és házasságok) |
| Mezőkomárom                                                     | református                                         | 1824-ig (mind) | II. világháborúban elpusztult. | Teljes                                  | Nincs. |
| Mezősámsond                                                     | ortodox                                            | | 1948-ban elégették az egyházi levelekkel együtt. | Teljes                                  | |
| Milejszeg                                                       | római katolikus                                    | 1803 (házassági), 1798–1803 (halotti) | Judák Margit: A szombathelyi római katolikus egyházmegye anyakönyveinek mikrofilmjei az Országos Levéltár Filmtárában : Tematikai konspektus. Budapest, 1973. 33. oldal |                                         | Nincs. |
| Mindszentgodisa                                                 | római katolikus                                    | házassági 1751 előtt, keresztelési és halotti 1774 előtt | | Teljes                                  | |
| Miskolc (Diósgyőr)                                              | római katolikus                                    | 1831–1836 (keresztelési) | Penészes. | Részleges                               | A másodpéldányok megtalálhatók itt: |
| Moha                                                            | református                                         | 1726–1945 (mind) | | Teljes                                  | |
| Mozsgó                                                          | római katolikus                                    | 1771 előtt (mind) | | Teljes                                  | |
| Nadap                                                           | római katolikus                                    | 1819–1827 (keresztelési), 1882–1895 (keresztelési), 1883–1895 (házassági), 1881–1895 (halotti)                                                                               | Mandl Sándorné: A székesfehérvári római katolikus egyházmegye anyakönyveinek mikrofilmjei az Országos Levéltár Filmtárában (Levéltári Szemle 13., 1963) 62. oldal. |                                         | Nincs. |
| Nagylóc                                                         | római katolikus                                    | 1787–? (mind) | 1944-ben a nagylóci plébánián elszállásolt orosz katonák elégették az anyakönyveket. | Teljes                                  | Az 1827-től vezetett másodpéldányok hiányoznak a Nógrád Megyei és az esztergomi Prímási Levéltárakból, állítólag elpusztultak. Másodpéldányok mikrofilmen 1890-1895 között találhatóak meg.                                                                            |
| Nádasd                                                          | római katolikus                                    | 1772–1784 (házassági) | Judák Margit: A szombathelyi római katolikus egyházmegye anyakönyveinek mikrofilmjei az Országos Levéltár Filmtárában : Tematikai konspektus. Budapest, 1973. 34. oldal |                                         | Nincs. |
| Nárai                                                           | római katolikus                                    | 1723–1737 (keresztelési) | Judák Margit: A szombathelyi római katolikus egyházmegye anyakönyveinek mikrofilmjei az Országos Levéltár Filmtárában : Tematikai konspektus. Budapest, 1973. 36. oldal |                                         | Nincs. |
| Nemesoroszi                                                     | római katolikus                                    | 1849–1858 (születési) | Valószínűleg még korábban elvesztek. | Részleges                               | Az adott időszakból a másodpéldányok is hiányoznak az állami levéltárból. |
| Nick                                                            | római katolikus                                    | 1764–1767 (házassági), 1761–1767 (halotti) | Judák Margit: A szombathelyi római katolikus egyházmegye anyakönyveinek mikrofilmjei az Országos Levéltár Filmtárában : Tematikai konspektus. Budapest, 1973. 37. oldal |                                         | Nincs. |
| Nova                                                            | római katolikus                                    | 1749–1751 (halotti), 1789 (házassági) | Judák Margit: A szombathelyi római katolikus egyházmegye anyakönyveinek mikrofilmjei az Országos Levéltár Filmtárában : Tematikai konspektus. Budapest, 1973. 38. oldal |                                         | Nincs. |
| Nyíradony                                                       | görögkatolikus                                     | 1846–1851 és 1876–1878 (házassági) | |                                         | Az eredeti és a másodpéldány egyaránt hiányzik. |
| Nyírcsaholy                                                     | görögkatolikus                                     | 1840 előtt (mind) | Lásd a fábiánházi megjegyzést. | Teljes                                  | |
| Nyírgelse                                                       | református                                         | 1779–1807 (mind) | Kártevők a kötet oldalsó részét megrágták. | Részleges                               | Nincs. |
| Nyírtass                                                        | református                                         | 1783–1819 (mind) | A kötet egy része megégett. | Részleges                               | |
| Nyőgér                                                          | római katolikus                                    | 1759–1776 (keresztelési) | Judák Margit: A szombathelyi római katolikus egyházmegye anyakönyveinek mikrofilmjei az Országos Levéltár Filmtárában : Tematikai konspektus. Budapest, 1973. 38. oldal |                                         | Nincs. |
| Ócsa                                                            | református                                         | 1790–1830 (születési) | A II. vh. végén elégett. | Teljes                                  | Csak az 1828-1830 évekről van. |
| Olasz (település)                                               | római katolikus                                    | 1746 előtt (mind) | | Teljes                                  | |
| Oszkó                                                           | római katolikus                                    | 1759–1816 (halotti) | Judák Margit: A szombathelyi római katolikus egyházmegye anyakönyveinek mikrofilmjei az Országos Levéltár Filmtárában : Tematikai konspektus. Budapest, 1973. 39. oldal |                                         | Nincs. |
| Őriszentpéter                                                   | római katolikus                                    | 1736–1753 (halotti), 1826 (házassági) | Judák Margit: A szombathelyi római katolikus egyházmegye anyakönyveinek mikrofilmjei az Országos Levéltár Filmtárában : Tematikai konspektus. Budapest, 1973. 40. oldal |                                         | Nincs. |
| Pátka                                                           | római katolikus                                    | 1836 (keresztelési), 1847 (keresztelési), 1867 (házassági) | Mandl Sándorné: A székesfehérvári római katolikus egyházmegye anyakönyveinek mikrofilmjei az Országos Levéltár Filmtárában (Levéltári Szemle 13., 1963) 64. oldal. |                                         | Nincs. |
| Pázmánd                                                         | római katolikus                                    | 1766–1768 (halotti) | Mandl Sándorné: A székesfehérvári római katolikus egyházmegye anyakönyveinek mikrofilmjei az Országos Levéltár Filmtárában (Levéltári Szemle 13., 1963) 64. oldal. |                                         | Nincs. |
| Perbál                                                          | római katolikus                                    | 1747–1752 (keresztelési) | Mandl Sándorné: A székesfehérvári római katolikus egyházmegye anyakönyveinek mikrofilmjei az Országos Levéltár Filmtárában (Levéltári Szemle 13., 1963) 64. oldal. |                                         | Nincs. |
| Pilisszentkereszt                                               | római katolikus                                    | 1771–1799 (keresztelési), 1807–1808 (házassági) | Mandl Sándorné: A székesfehérvári római katolikus egyházmegye anyakönyveinek mikrofilmjei az Országos Levéltár Filmtárában (Levéltári Szemle 13., 1963) 64. oldal. |                                         | Nincs. |
| Pilisszentlászló                                                | római katolikus                                    | 1819–1821 (házassági) | Mandl Sándorné: A székesfehérvári római katolikus egyházmegye anyakönyveinek mikrofilmjei az Országos Levéltár Filmtárában (Levéltári Szemle 13., 1963) 67. oldal. |                                         | Nincs. |
| Pilisvörösvár                                                   | római katolikus                                    | 1693–1766(?) (mind) | 2002-ben ellopták. | Teljes                                  | Mikrofilmen (FHL, MNL). |
| Pinkakertes                                                     | római katolikus                                    | 1829–1837 (házassági), 1840 (házassági) | Judák Margit: A szombathelyi római katolikus egyházmegye anyakönyveinek mikrofilmjei az Országos Levéltár Filmtárában : Tematikai konspektus. Budapest, 1973. 78. oldal |                                         | Nincs. |
| Pinkamindszent                                                  | római katolikus                                    | 1738–1746 (házassági) | Judák Margit: A szombathelyi római katolikus egyházmegye anyakönyveinek mikrofilmjei az Országos Levéltár Filmtárában : Tematikai konspektus. Budapest, 1973. 42. oldal |                                         | Nincs. |
| Pinkamiske                                                      | római katolikus                                    | 1834 (házassági, halotti) | Judák Margit: A szombathelyi római katolikus egyházmegye anyakönyveinek mikrofilmjei az Országos Levéltár Filmtárában : Tematikai konspektus. Budapest, 1973. 79. oldal |                                         | Nincs. |
| Piricse                                                         | görögkatolikus                                     | 1874–1895 (mind) | A háborúban elvesztek. | Teljes                                  | |
| Pornóapáti                                                      | római katolikus                                    | 1789–1827 (halotti), 1804–1807 (keresztelési), 1836–1847 (házassági), 1886–1893 (házassági)                                                                                  | Judák Margit: A szombathelyi római katolikus egyházmegye anyakönyveinek mikrofilmjei az Országos Levéltár Filmtárában : Tematikai konspektus. Budapest, 1973. 43. oldal |                                         | Nincs. |
| Putnok                                                          | izraelita                                          | 1851–1895 (mind) | 1958-ban még megvolt, utána eltűnt(?). | Teljes                                  | Árverésen előkerült 2021-ben. |
| Ráckeresztúr                                                    | római katolikus                                    | 1770–1772 (házassági) | Mandl Sándorné: A székesfehérvári római katolikus egyházmegye anyakönyveinek mikrofilmjei az Országos Levéltár Filmtárában (Levéltári Szemle 13., 1963) 69. oldal. |                                         | Nincs. |
| Ráckeve                                                         | római katolikus                                    | 1731–1781 (keresztelési), 1731–1777 (házassági) | A kötet egy része sérült. | Részleges                               | |
| Rozsnyó                                                         | izraelita                                          | 1944 előtt (mind) | A nyilas uralom idején megsemmisítették | Teljes                                  | |
| Sarkad                                                          | református                                         | 1839 előtt (mind) | tűzvész | Részleges(?)                            | Egy 1765–1838 Vegyes mikrofilm tekercs található a levéltárban, jelzete A 2403 |
| Sámsonháza                                                      | evangélikus                                        | 1808 előtt (mind) | Az 1808. május 30-án dúlt tűzvészben elpusztultak az anyakönyvek. | Teljes                                  | |
| Sárpentele                                                      | római katolikus                                    | 1795–1805 (házassági), 1807–1817 (keresztelési, házassági), 1808–1817 halotti, 1838 (házassági)                                                                              | Mandl Sándorné: A székesfehérvári római katolikus egyházmegye anyakönyveinek mikrofilmjei az Országos Levéltár Filmtárában (Levéltári Szemle 13., 1963) 71. oldal. |                                         | Nincs. |
| Sárrétudvari (Udvari)                                           | református                                         | 1854–1866 között mind | elveszett |                                         | Nincs. |
| Sárszentmihály                                                  | református                                         | 1739–1944/5 (mind) | 1944/45-ben a parókiára beköltözött orosz katonák fűtési céllal elégették. | Teljes                                  | Másodpéldány a Fejér Megyei Levéltárban: 1817 és 1819 (születési), 1827–1862 és 1865–1895. szep. 30. (mind) |
| Sárvár                                                          | római katolikus                                    | 1697–1715 (keresztelési), 1705–1731 (házassági), 1763 (házassági, halotti)                                                                                                   | Judák Margit: A szombathelyi római katolikus egyházmegye anyakönyveinek mikrofilmjei az Országos Levéltár Filmtárában : Tematikai konspektus. Budapest, 1973. 49. oldal |                                         | Nincs. |
| Seregélyes                                                      | római katolikus                                    | 1764–1772 (keresztelési) | Mandl Sándorné: A székesfehérvári római katolikus egyházmegye anyakönyveinek mikrofilmjei az Országos Levéltár Filmtárában (Levéltári Szemle 13., 1963) 71. oldal. |                                         | Nincs. |
| Siklós                                                          | római katolikus                                    | 1727–1741 (mind) | Megsemmisült. | Teljes                                  | |
| Sitke                                                           | római katolikus                                    | 1753–1756 (halotti) | Judák Margit: A szombathelyi római katolikus egyházmegye anyakönyveinek mikrofilmjei az Országos Levéltár Filmtárában : Tematikai konspektus. Budapest, 1973. 49. oldal |                                         | Nincs. |
| Sóly                                                            | református                                         | 1719–1749 (keresztelési) | A lapok teteje sérült. | Részleges                               | |
| Solymár                                                         | római katolikus                                    | 1816 előtt (mind) 1823–1826 (mind) 1829–1832 (mind) | Az 1862-es tűzvészben elpusztultak. Mandl Sándorné: A székesfehérvári római katolikus egyházmegye anyakönyveinek mikrofilmjei az Országos Levéltár Filmtárában (Levéltári Szemle 13., 1963) 73. oldal. | Teljes                                  | Nincs. |
| Somogyfajsz                                                     | római katolikus                                    | keresztelési 1824–1855, 1868. március-december, 1880. december, 1883.május – 1895.szeptember; házasságkötési 1880. május – 1895. szeptember halotti 1854. – 1895. szeptember | A második világháború idején szovjet katonák tépték szét. |                                         | Somogy Vármegyei Levéltárban a másodpéldányok megvannak 1828-tól, kivéve 1842-44 között |
| Somogyudvarhely                                                 | református                                         | 1828–1868 (mind) | A lapok két széle az egész köteten végig sérült, hiányos. | Részleges.                              | |
| Szabadbattyán                                                   | református                                         | 1819–1824 (házassági), 1836–1851 (halotti) | A lapok hiányzanak, illetve sérültek. |                                         | |
| Szár                                                            | római katolikus                                    | 1848–1849 (keresztelési, halotti) | Mandl Sándorné: A székesfehérvári római katolikus egyházmegye anyakönyveinek mikrofilmjei az Országos Levéltár Filmtárában (Levéltári Szemle 13., 1963) 73. oldal. |                                         | Nincs. |
| (Szentmiklós) Várszentmiklós                                    | római katolikus                                    | 1893 (halotti) | Judák Margit: A szombathelyi római katolikus egyházmegye anyakönyveinek mikrofilmjei az Országos Levéltár Filmtárában : Tematikai konspektus. Budapest, 1973. 83. oldal |                                         | Nincs. |
| Székesfehérvár (Káptalan)                                       | római katolikus                                    | 1747–1750 (keresztelési) | Mandl Sándorné: A székesfehérvári római katolikus egyházmegye anyakönyveinek mikrofilmjei az Országos Levéltár Filmtárában (Levéltári Szemle 13., 1963) 75. oldal. |                                         | Nincs. |
| Székesfehérvár (Katonai Lelkészség)                             | római katolikus                                    | 1828–1833 (keresztelési) | Mandl Sándorné: A székesfehérvári római katolikus egyházmegye anyakönyveinek mikrofilmjei az Országos Levéltár Filmtárában (Levéltári Szemle 13., 1963) 75. oldal. |                                         | Nincs. |
| Szikszó                                                         | izraelita                                          | (mind) | Se az eredeti, se a másolat nincs meg. | Teljes                                  | Az 1895 utáni anyakönyvek az Izraeli Nemzeti Levéltárban megvannak. |
| Szombathely                                                     | római katolikus                                    | 1710–1711 (keresztelési), 1741–1748 (halotti) | Judák Margit: A szombathelyi római katolikus egyházmegye anyakönyveinek mikrofilmjei az Országos Levéltár Filmtárában : Tematikai konspektus. Budapest, 1973. 55. oldal |                                         | Nincs. |
| Szentkirály (Szombathely)                                       | római katolikus                                    | 1727–1743 (keresztelési) | Judák Margit: A szombathelyi római katolikus egyházmegye anyakönyveinek mikrofilmjei az Országos Levéltár Filmtárában : Tematikai konspektus. Budapest, 1973. 56. oldal |                                         | Nincs. |
| Szőce                                                           | római katolikus                                    | 1768–1771 (halotti), 1771 (házassági) 1801 (házassági) | Judák Margit: A szombathelyi római katolikus egyházmegye anyakönyveinek mikrofilmjei az Országos Levéltár Filmtárában : Tematikai konspektus. Budapest, 1973. 57. oldal |                                         | Nincs. |
| Tarpa                                                           | állami                                             | 1895–1943 (születési, halotti); 1895–1918, 1938–1943 (házassági) | |                                         | A másolatok Ungvárra kerültek. |
| Tállya                                                          | evangélikus                                        | 1810 előtt (mind) | 1810. szeptember 17-én a faluban tűzvész pusztított, melyben az anyakönyv, mely többek között Kossuth Lajos keresztelési bejegyzését is tartalmazta, elpusztult. | Teljes                                  | Nincs. |
| Táplánszentkereszt (Szentlőrinctáplánfa)                        | római katolikus                                    | 1722–1753 (halotti) | Judák Margit: A szombathelyi római katolikus egyházmegye anyakönyveinek mikrofilmjei az Országos Levéltár Filmtárában : Tematikai konspektus. Budapest, 1973. 57. oldal |                                         | Nincs. |
| (Tárnok) Zalatárnok                                             | római katolikus                                    | 1772–1806 (házassági), 1767–1808 (halotti) | Mandl Sándorné: A székesfehérvári római katolikus egyházmegye anyakönyveinek mikrofilmjei az Országos Levéltár Filmtárában (Levéltári Szemle 13., 1963) 75. oldal. |                                         | Nincs. |
| Tetétlen                                                        | református                                         | 1829-1857 1865-1868 (kereszteltek) 1840-1857 1866-1878 (halotti) 1834-1857 1867-1880 (házasultak)                                                                            | | Teljes hiány                            | |
| Tiszadada                                                       | református                                         | 1829–1852 (halotti), 1836–1852 (házassági), 1863–1871 (keresztelési, halotti), 1865–1870 (házassági)                                                                         | | Teljes                                  | |
| Tiszaföldvár                                                    | református                                         | 1787–1811 (házassági), 1782–1785, 1787–1817 (halálozási) | A lapok hiányzanak | Teljes                                  | Nincs. |
| Tiszakerecseny                                                  | állami                                             | 1895–1943 (mind) | |                                         | A másolatok Ungvárra kerültek. |
| Tiszapüspöki                                                    | római katolikus                                    | 1723-1775 (mind) | Elveszett. |                                         | Nincs. |
| Tiszaszalka                                                     | állami                                             | 1895–1917 (mind) | |                                         | A másolatok Ungvárra kerültek. |
| Tószeg                                                          | református                                         | 1840–1849 (házassági), 1881. május – 1882. január (halálozási) | A lapok egy része hiányzik. | Részleges                               | |
| Tószeg                                                          | római katolikus                                    | 1727–1827 (házassági, halotti) | Orosz katonák eltüntették. | Teljes.                                 | Nincs. |
| Tököl                                                           | római katolikus                                    | 1815–1818 (házassági) | Mandl Sándorné: A székesfehérvári római katolikus egyházmegye anyakönyveinek mikrofilmjei az Országos Levéltár Filmtárában (Levéltári Szemle 13., 1963) 78. oldal. |                                         | Nincs. |
| Törtel                                                          | római katolikus                                    | 1788. január – 1810. június (keresztelési) | Súlyosan rongálódott. |                                         | Nincs. |
| Tura                                                            | római katolikus                                    | 1865 előtt (keresztelési) 1852-1894 (házassági) | 1945-ben egy részük megsemmisült. | Teljes                                  | Nincs |
| Vajta                                                           | római katolikus                                    | 1753–1754 (halotti), 1779–1782 (halotti), 1834–1836 (halotti) | Mandl Sándorné: A székesfehérvári római katolikus egyházmegye anyakönyveinek mikrofilmjei az Országos Levéltár Filmtárában (Levéltári Szemle 13., 1963) 78. oldal. |                                         | Nincs. |
| Vál                                                             | római katolikus                                    | 1766–1767 (halotti) | Mandl Sándorné: A székesfehérvári római katolikus egyházmegye anyakönyveinek mikrofilmjei az Országos Levéltár Filmtárában (Levéltári Szemle 13., 1963) 79. oldal. |                                         | Nincs. |
| Vaskeresztes                                                    | római katolikus                                    | 1734–1738 (házassági), 1732–1738 (halotti) | Judák Margit: A szombathelyi római katolikus egyházmegye anyakönyveinek mikrofilmjei az Országos Levéltár Filmtárában : Tematikai konspektus. Budapest, 1973. 61. oldal |                                         | Nincs. |
| Vasszentmihály                                                  | római katolikus                                    | 1758–1771 (házassági) | Judák Margit: A szombathelyi római katolikus egyházmegye anyakönyveinek mikrofilmjei az Országos Levéltár Filmtárában : Tematikai konspektus. Budapest, 1973. 62. oldal |                                         | Nincs. |
| Vasszilvágy                                                     | római katolikus                                    | 1731–1742 (halotti), 1740–1742 (házassági), 1743–1750 (keresztelési), 1794–1800 (halotti)                                                                                    | Judák Margit: A szombathelyi római katolikus egyházmegye anyakönyveinek mikrofilmjei az Országos Levéltár Filmtárában : Tematikai konspektus. Budapest, 1973. 62. oldal |                                         | Nincs. |
| Vámoscsalád                                                     | római katolikus                                    | 1742–1750 (házassági) | Judák Margit: A szombathelyi római katolikus egyházmegye anyakönyveinek mikrofilmjei az Országos Levéltár Filmtárában : Tematikai konspektus. Budapest, 1973. 59. oldal |                                         | Nincs. |
| Vámosmikola                                                     | római katolikus                                    | 1876–1895 (keresztelési), 1787–1895 (házassági), 1884–1895 (halotti) | Megsemmisültek. | Teljes                                  | 1787 előtti bejegyzéseket lásd Nagybörzsöny anyakönyveiben. |
| Várpalota                                                       | református                                         | 1786–1837 (mind) | A második világháború során, 1945-ben elveszett kötet. Az 1744-től 1786-ig terjedő kötet pedig 1784-től 20 lapon megégett a presbiteri határozatokkal együtt. | Teljes                                  | |
| Várpalota                                                       | római katolikus                                    | 1712–? (mind) | 1945. március 23-án a bevonuló oroszok elégették az anyakönyveket és azoknak másodpéldányait is a Zárda alsó folyosóján. | Teljes                                  | Másodpéldány a Magyar Országos Levéltárban, 1825-től. |
| Vásárosdombó                                                    |                                                    | 1732 előtti (mind) | | Teljes                                  | |
| Vásárosnamény                                                   | állami                                             | 1895–1918 (mind) | |                                         | A másolatok Ungvárra kerültek. |
| Vásárosnamény (Gergelyiugornya)                                 | állami                                             | 1907–1918 (mind) | |                                         | A másolatok Ungvárra kerültek. |
| Velence                                                         | római katolikus                                    | 1918–1921 (halotti) | |                                         | |
| Vértesacsa                                                      | református                                         | ?–1805 (mind) | A II. világháború során elveszett. | Teljes                                  | Nincs. |
| Vértesboglár                                                    | római katolikus                                    | 1867 (keresztelési) | Mandl Sándorné: A székesfehérvári római katolikus egyházmegye anyakönyveinek mikrofilmjei az Országos Levéltár Filmtárában (Levéltári Szemle 13., 1963) 81. oldal. |                                         | Nincs. |
| Vérteskozma (Gánthoz csatolt település)                         | római katolikus                                    | 1849–1854 után (mind), 1867–1868 (halotti), 1867, 1873, 1880 (házassági) | Eltűntek a II. világháborúban. Mandl Sándorné: A székesfehérvári római katolikus egyházmegye anyakönyveinek mikrofilmjei az Országos Levéltár Filmtárában (Levéltári Szemle 13., 1963) 81. oldal. | Teljes                                  | Nincs. |
| Zalaegerszeg                                                    | római katolikus                                    | 1731 (halotti) | Judák Margit: A szombathelyi római katolikus egyházmegye anyakönyveinek mikrofilmjei az Országos Levéltár Filmtárában : Tematikai konspektus. Budapest, 1973. 64. oldal |                                         | Nincs. |
| Zalaháshágy                                                     | római katolikus                                    | 1888–1895 (keresztelési) | A lapokból itt-ott hiányzik egy darab. | Részleges                               | |
| Zalaszabar                                                      | római katolikus                                    | 1869 előtt (mind) | 1869-ben leégett a parókia, az anyakönyvek és még sok régi okmány elégett. | Teljes                                  | 1828-tól másodpéldányok a Zala Megyei Levéltárban |
| Zalatárnok                                                      | római katolikus                                    | 1870–1874 (halotti) | Judák Margit: A szombathelyi római katolikus egyházmegye anyakönyveinek mikrofilmjei az Országos Levéltár Filmtárában : Tematikai konspektus. Budapest, 1973. 66. oldal |                                         | Nincs. |
| Zámoly                                                          | római katolikus                                    | 1783–1811 (keresztelési), 1847–1849 (mind), 1851–1852 (házassági, halotti), 1861–1862 és 1868 (halotti)                                                                      | Mandl Sándorné: A székesfehérvári római katolikus egyházmegye anyakönyveinek mikrofilmjei az Országos Levéltár Filmtárában (Levéltári Szemle 13., 1963) 82. oldal. |                                         | Nincs. |
| Zsámbék                                                         | római katolikus                                    | 1820–1824 (halotti) | Mandl Sándorné: A székesfehérvári római katolikus egyházmegye anyakönyveinek mikrofilmjei az Országos Levéltár Filmtárában (Levéltári Szemle 13., 1963) 82. oldal. |                                         | Nincs. |